# Anne de Parthenay
Anne de Parthenay (vers 1510-1549), comtesse de Marennes, est une aristocrate protestante française, fille de Michelle de Saubonne et amie proche de Renée de France, duchesse de Ferrare.

## Famille et jeunesse
Anne de Parthenay est la fille de Jean IV de Parthenay  et de Michelle de Saubonne . Sa mère est une dame d'honneur d'Anne de Bretagne, épouse de Louis XII, et la gouvernante de leur fille, Renée de France . Elle est la sœur cadette de Renée de Parthenay (1508-1538), première épouse de René de Fonsèque, baron de Surgères, et la sœur aînée de Jean V de Parthenay, époux d'Antoinette d'Aubeterre et père de Catherine de Parthenay .
Michelle de Saubonne veille à ce que Anne de Parthenay reçoive une éducation classique complète, comprenant l'étude de la musique, la maîtrise des chants poétiques, la théologie et les langues grecque et latine  . Clément Marot fait ainsi don à Anne de Parthenay d'un vers, « Dame de Pons, Nymphe de Parthenay / Pour vous qui avez la science et la bonne connaissance » lorsqu'il séjourne à la cour de Ferrare .
Elle est une des filles d'honneur de la reine Claude de France vers 1523 . En 1528, Renée de France épouse Hercule II d'Este et obtient que Michelle de Saubonne et ses enfants la suivent à Ferrare. Anne devient ainsi l'une de ses dames de compagnie .

## Mariage
Anne de Parthenay épouse Antoine de Pons, comte de Marennes, à Ferrare en 1534 . Antoine est alors un agent militaire et politique au service du roi de France en Italie du Nord, et visite donc régulièrement la cour de Ferrare . Le couple est décrit comme des « humanistes évangéliques et des mécènes à la cour de Ferrare » .
Anne de Parthenay devient calviniste à Ferrare en 1536, quand elle est formellement convertie par Calvin, suivie par son époux . D'autres aristocrates de Saintonge qui fréquentent la cour ducale se convertissent également . La comtesse aime discuter avec les nobles de la cour, partageant notamment ses réflexions sur Jean Calvin, ce qui n'est pas toujours bien reçu.
La comtesse et son mari sont des amis et confidents de Renée de France, duchesse de Ferrare . Le mari de Renée, Hercule II d'Este, écarte de sa cour de nombreuses personnes qu'il considère comme dangereuses ou opposées à l'Église catholique, mais il ne lui est pas facile d'écarter les proches de sa femme . Il est cependant informé qu'Anne de Parthenay pense qu'il est plus heureux lorsque sa femme est malade et il en conclut qu'elle tente de convaincre la duchesse de l'empoisonner . Le duc provoque une scène à Consandolo qui laisse sa femme en colère et abattue . Antoine de Pons, à Ferrare au moment de l'incident, se rend à Consandolo pour récupérer Anne et leur enfant et les emmène à Venise. Le couple est écarté de la cour ducale vers 1536 et Anne de Parthenay est remplacée par une jeune française, qui provoque elle aussi la colère du duc. Après que sa remplaçante de soit aussi priée de partir, la duchesse n'a plus de dames de compagnie françaises .
Anne de Parthenay et Antoine de Pons retournent en Saintonge et fondent une académie sur le modèle de celle de Ferrare, où est enseigné l'étude de l'humanisme et de la religion . Ils y sont notamment les mécènes de Bernard Palissy . La comtesse meurt d'un cancer à Paris en 1549, cinq jours avant le décès de sa mère.